# Catherine de Hanau
Catherine de Hanau (26 mars 1525 – 20 août 1581) est la fille aînée de Philippe II de Hanau-Münzenberg et de la comtesse Julienne de Stolberg.

## Mariage et descendance
Catherine épouse en 1543 le comte Jean IV de Wied-Runkel et Isenbourg (d. 15 juin 1581). En 1525, il est mentionné comme un Chanoine à Cologne; plus tard, il revient à l'état laïc. Ils ont les enfants suivants:
1. Herman Ier (d. 10 décembre 1581), succède à son père en 1581; marié à la comtesse Walpurga de Bentheim-Steinfurt
2. Guillaume (d. 1612), succède à son père en 1581 à Runkel et de Dierdorf, le soi-disant "Haut de Comté de Wied"; marié à la comtesse Jeanne-Sibylle de Hanau-Lichtenberg
3. Julienne (1545-1606), mariée à Richard de Palatinat-Simmern-Sponheim
4. Madeleine (d. 13 octobre 1606), mariée au comte de Sigismond de Hardegg (d. 1599)
5. Anne (d. 1590), épouse de Jean-Guillaume de Rogendorff (d. 1590)
6. Catherine (27 mai 1552 - 13 novembre 1584), épouse de Philippe V de Hanau-Lichtenberg
7. Agnès (d. 1er mai 1581), mariée à Gottfried IV Schenk IV de Limpourg-Speckfeld-Obersontheim (d. 1581)